# Senos venosos durales
Los senos venosos durales (también llamados senos durales, senos cerebrales o senos craneales) son canales venosos que se encuentran entre las capas endosteal y meníngea de la duramadre en el cerebro y reciben sangre de las venas cerebrales, reciben líquido cefalorraquídeo (LCR) del espacio subaracnoideo a través de las granulaciones aracnoideas y desembocan principalmente en la vena yugular interna.

## Senos venosos
| Nombre                 | Drena hacia                                                                  |
| Anterior               |                                                                              |
| Senos esfenoparietales | Senos cavernosos                                                             |
| Senos cavernosos       | Senos petrosos superior e inferior                                           |
| Línea media            |                                                                              |
| Seno sagital superior  | Típicamente se convierte en seno transverso derecho o confluencia de senos   |
| Seno sagital inferior  | Seno recto                                                                   |
| Seno recto             | Típicamente se convierte en seno transverso izquierdo o confluencia de senos |
| Posterior              |                                                                              |
| Seno occipital         | Confluencia de senos                                                         |
| Confluencia de senos   | Senos transversos derecho e izquierdo                                        |
| Lateral                |                                                                              |
| Seno petroso superior  | Senos transverso                                                             |
| Senos transverso       | Seno sigmoide                                                                |
| Seno petroso inferior  | Vena yugular interna                                                         |
| Seno sigmoideo         | Vena yugular interna                                                         |

## Estructura
Las paredes de los senos venosos durales están compuestas de duramadre revestida de endotelio, una capa especializada de células escamosas que se encuentra en los vasos sanguíneos. Se diferencian de otros vasos sanguíneos en que carecen de un conjunto completo de capas vasculares (por ejemplo, la túnica media) característico de las arterias y las venas. También carecen de válvulas (en las venas; a excepción de la circulación sanguínea materno-fetal, es decir, la arteria placentaria y las arterias pulmonares, que transportan sangre desoxigenada).

## Relevancia clínica
Los senos paranasales pueden resultar lesionados por un traumatismo en el que el daño a la duramadre, puede dar lugar a la formación de coágulos de sangre dentro de los senos durales. Otras causas comunes de trombosis del seno dural incluyen el seguimiento de la infección a través de la vena oftálmica en la celulitis orbital. Aunque es poco frecuente, la trombosis del seno dural puede provocar hemorragia, infarto o edema cerebral con consecuencias graves, como epilepsia, déficits neurológicos o la muerte.

## Imágenes adicionales

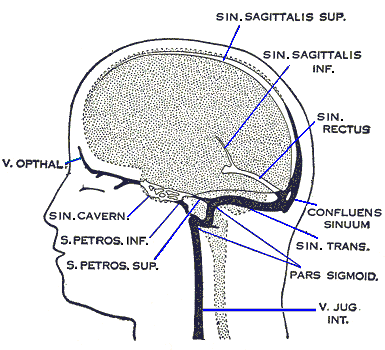
Venas durales
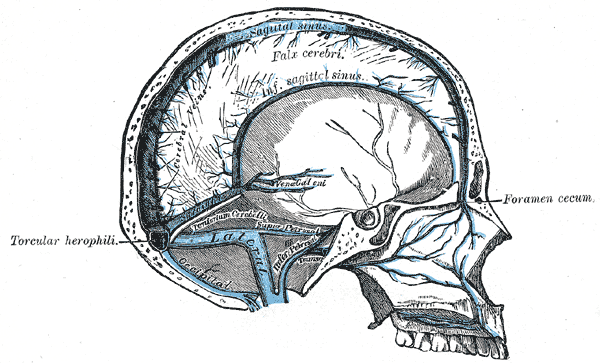
Sección sagital del cráneo, mostrando los senos de la duramadre.
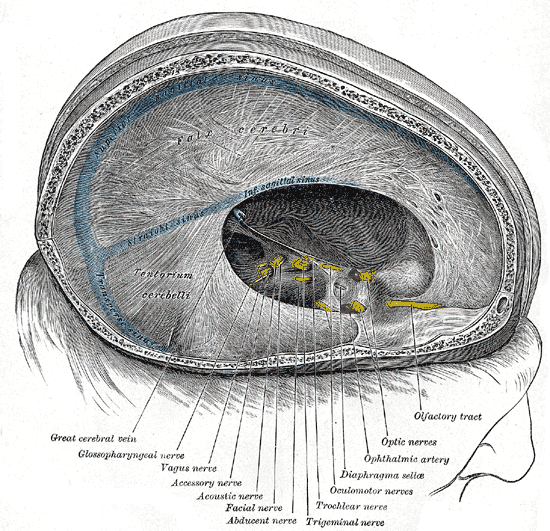
La duramadre y sus procesos expuestos al quitar parte de la mitad derecha del cráneo, y el cerebro.
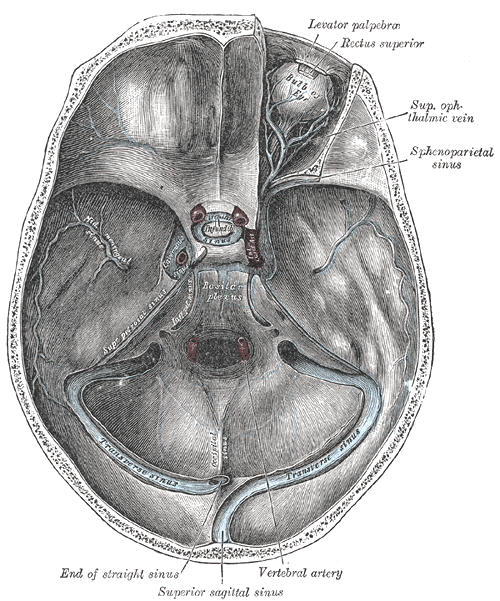
Los senos paranasales en la base del cráneo.